# Senators de Washington (NFL)
Pour les articles homonymes, voir Senators de Washington.
 (avril 2023).
Si vous disposez d'ouvrages ou d'articles de référence ou si vous connaissez des sites web de qualité traitant du thème abordé ici, merci de compléter l'article en donnant les références utiles à sa vérifiabilité et en les liant à la section « Notes et références ».
Stade
Maillots
Les Senators de Washington (en anglais : Washington Senators) sont une franchise de la NFL (National Football League) basée à Washington dans les années 1920 et 1930.
Cette franchise NFL fut fondée en 1921. Les Senators n'évoluèrent qu'une seule saison en NFL (1921) et ne jouèrent que quatre matches lors de cette saison. L'une des deux victoires de Washington fut obtenue par forfait des Jeffersons de Rochester en raison d'une tempête de neige.
Le club continua en indépendant et ne disparut qu'en 1941.

## Saison par saison
| Saison | Vic. | Déf. | Nuls | Classement |
| ------ | ---- | ---- | ---- | ---------- |
| 1921   | 2    | 2    | 0    | 12e        |